# Diario Oficial de Galicia
El Diario Oficial de Galicia (DOG) es el diario oficial de la comunidad autónoma de Galicia, donde se divulgan con carácter oficial las normas jurídicas y otros actos de la administración y del Gobierno gallego para que produzcan los efectos legales y jurídicos correspondientes.

## Historia
El DOG nació a la par de la administración autonómica, publicándose su primer número el viernes 1 de diciembre de 1978. Su edición es diaria, de lunes a sábado. En mayo de 2011 dejó de editarse la versión en papel, existiendo desde entonces solo la versión digital.